# 程振维
程振维（1952年—2015年11月28日），河北威县人。汉族。
曾任金后盾专用装备制造集团董事长、中航工业长征汽车制造有限公司总经理。
2013年，被选为第十二届全国人民代表大会河北地区代表。
2015年11月28日，因病逝世。